# アンドリュー・パーカー・ボウルズ
アンドリュー・ヘンリー・パーカー・ボウルズ（Andrew Henry Parker Bowles, OBE, 1939年12月27日 - ）は、イギリス陸軍の退役将校。イギリス国王チャールズ3世の後妻である王妃カミラの元夫である。
サヴァン症候群で知られる盲目のピアニストデレク・パラヴィチーニは甥である。

## 生い立ち
アンドリュー・パーカー・ボウルズは、第6代マックルズフィールド伯爵トマス・パーカーの曾孫であるデレク・ヘンリー・パーカー・ボウルズの息子として生まれた。母はカトリック教徒のアン・デ・トラフォードであり、彼女は億万長者であるサー・ハンフリー・デ・トラフォードの娘である。

## 軍歴
成長した彼は、ベネディクティン・アンプルフォース・カレッジとサンドハースト王立陸軍士官学校で教育を受けた後、1960年にロイヤル・ホースガーズ連隊に入隊した。
1965年頃にはサー・バーナード・フェルガッソン・ニュージーランド総督附武官（Aide-de-camp）となった。1967年から1969年の間はロイヤル・ホースガーズ連隊の副官 (Adjutant) を務めている。連隊は1969年にブルーズ・アンド・ロイヤルズ（ライフガーズと共に王室騎兵を構成する）へと改組され、翌1970年までその副官を務めている。1971年12月に少佐へ昇進し、1972年にB騎兵中隊の隊長を務め、1980年6月30日に中佐に昇進した。1981年から1983年までは王室騎兵乗馬連隊 (Household Cavalry Mounted Regiment) の指揮官 (Commanding Officer) となった。1987年大佐に昇進し、王室騎兵連隊の連隊長代理となり、エリザベス女王付のシルバースティック（護衛騎兵将校補佐）を1990年まで務めた。1990年に准将へと昇進し、1991年から1994年まで王立陸軍獣医軍団 (en:Royal Army Veterinary Corps) の総監を務め、1994年に退役した。

## 私生活
1970年代前半、アンドリューはチャールズ王子のポロチームに加わり、アン王女と交際したのち、チャールズと交際したことのあるカミラ・ローズマリー・シャンドと交際した。
1973年、カトリックの教義に則ってカミラと結婚式を挙げた。その後夫婦は2人の子供トムとローラをもうけている。2人はカトリックとして教育を受けており、ローラはシャフツベリーのセント・マリーズに、トムはイートン・カレッジに入学している。
アンドリューとカミラは1995年に離婚し、1年後アンドリューは長年の愛人であったローズマリー・ピットマンと結婚した。ローズマリー（旧姓ディキンソン）はヒュー・ピットマン中佐の元妻であった。ヒューはピットマン・システムの発明者であるサー・アイザック・ピットマンの子孫で、ダイアナ妃の伯父である第5代フェルモイ男爵エドムンド・フェルモイの義理の兄弟であった。アンドリューとローズマリーの夫妻は、2005年4月9日に行われたチャールズ王太子とカミラとの結婚式に出席している。